# Клечиньский, Ян (младший)
Ян Клечиньский (пол. Jan Kleczyński; 24 июня 1875, Варшава — 1939, там же) — польский искусствовед и шахматист.

## Семья
- Ян — отец, польский музыковед, музыкальный критик и пианист.

## Шахматная карьера
Участник 2-х личных чемпионатов Польши: 1926 (13-место, 18 участников) и 1927 (разделил с М. Хиршбейном 14-15 место, 15 участников).
В составе команды из г. Кракова бронзовый призёр 1-го командного чемпионата Польши (1929) в г. Крулевска-Хута.
В составе Сборной Польши участник неофициальной шахматной олимпиады (1924) в г. Париже.

### Спортивные достижения
| Год  | Город   | Турнир                  | + | − | = | Результат | Место |
| ---- | ------- | ----------------------- | - | - | - | --------- | ----- |
| 1924 | Париж   | Неофициальная олимпиада | 5 | 6 | 2 | 6 из 13   |       |
| 1926 | Варшава | 1-й чемпионат Польши    | 5 | 9 | 3 | 6½ из 17  | 13    |
| 1927 | Лодзь   | 2-й чемпионат Польши    | 3 | 9 | 2 | 4 из 14   | 14—15 |